# Модель пересекающихся поколений

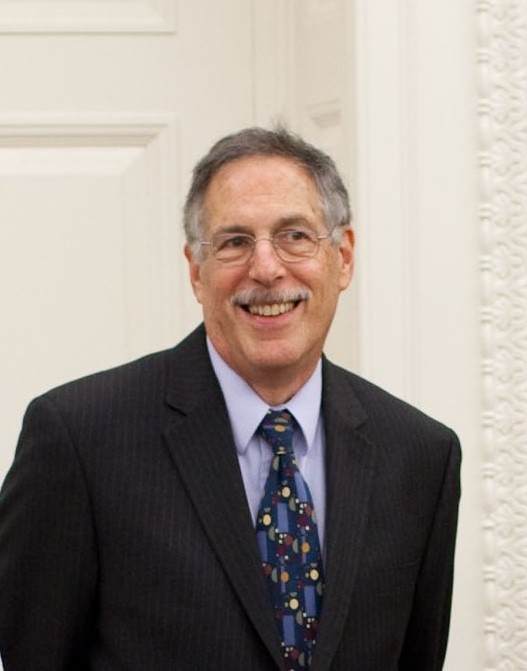
Питер Артур Даймонд

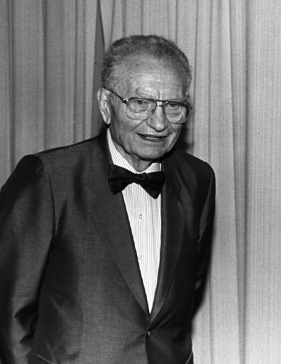
Пол Энтони Самуэльсон

Модель пересекающихся (перекрывающихся) поколений (модель Даймонда, модель Самуэльсона — Даймонда, англ. overlapping generations model) — модель экзогенного экономического роста в условиях совершенной конкуренции. Внесла вклад в понимание того, каким образом решения индивидов формируют норму сбережений в экономике. В модели отражено изменение потребительского поведения индивида по мере взросления. Вместе с тем, в модели отрицаются альтруистические связи между поколениями, и она не даёт удовлетворительного объяснения межстрановым различиям в уровне дохода на душу населения. Разработана Питером Даймондом с использованием идей Пола Самуэльсона в 1965 году.

## История создания
В первых моделях экономического роста (модель Солоу, модель Харрода — Домара) использовались экзогенно задаваемые параметры «норма сбережений» и «темп научно-технического прогресса», от которых, в конечном итоге, и зависели темпы роста. Исследователи же хотели получить обоснование темпов экономического роста внутренними (эндогенными) факторами, поскольку модели с заданной нормой сбережений имели ряд недостатков. Они не объясняли устойчивые различия в уровнях и темпах роста между развивающимися и развитыми странами. В модели Рамсея — Касса — Купманса был преодолён недостаток экзогенности нормы сбережений. Однако она сохранила другой недостаток ранних моделей — в ней рассматривается бесконечно живущий индивид (или домохозяйство) в качестве вечного потребителя. Но по мере взросления характер потребительского поведения меняется. Если в молодом возрасте индивид работает и делает сбережения, то в старости он эти сбережения тратит. Именно на это будущий лауреат Нобелевской премии по экономике Пол Самуэльсон обратил более пристальное внимание. В декабре 1958 года он опубликовал работу «Моделирование процентной ставки на основе соотношения потребления и кредитования при наличии или отсутствии социальной концепции денег», в которой была представлена простая модель экономики на основе идей Ойген фон Бём-Баверка о причинах существования процентного дохода на капитал, где были выделены три периода жизни индивидуума и соответствующее им потребление (в первых двух он работает, в третьем — выходит на пенсию). В декабре 1965 года Питер Даймонд, также будущий лауреат Нобелевской премии по экономике, опубликовал работу «Национальный долг в неоклассической модели роста» в журнале The American Economic Review, в которой он развил идеи Самуэльсона с учётом выводов модели Солоу и модели Рамсея — Касса — Купманса и представил модель пересекающихся поколений, также известную как модель Даймонда, модель Самуэльсона — Даймонда.

## Описание модели

### Базовые предпосылки модели
В модели рассматривается закрытая экономика. Фирмы максимизируют свою прибыль, а потребители — полезность своих трат. Фирмы функционируют в условиях совершенной конкуренции. Производится только один продукт {\displaystyle Y}, используемый как для потребления {\displaystyle C}, так и для производственных нужд (учитывается как инвестиции) {\displaystyle I}. Темпы технологического прогресса {\displaystyle g}, роста населения {\displaystyle n} и норма выбытия оборудования (капитала) {\displaystyle \delta } — постоянны и задаются экзогенно. Индивидуумы живут два периода: в первом они работают, потребляют и сберегают, во втором — только потребляют, тратя накопленные в первом периоде сбережения (выходят на пенсию). Альтруистические связи между поколениями отсутствуют: молодые не помогают старикам и не получают наследство. Время {\displaystyle t} изменяется дискретно. Один период в модели соответствует смене поколений, то есть в реальном выражении эквивалентен примерно 25—30 годам.
Закрытость экономики означает, что произведённый продукт тратится только на сбережение и потребление, экспорт/импорт отсутствуют, инвестиции равны сбережениям:{\displaystyle S=I}, {\displaystyle Y=C+I}.
Производственная функция {\displaystyle Y(K,L,E)} удовлетворяет неоклассическим предпосылкам:
1. технологический прогресс увеличивает производительность труда (нейтрален по Харроду): {\displaystyle Y_{t}=Y(K_{t},L_{t}E_{t}),E_{t}=(1+g)E_{t-1},g=const}.
2. в производственной функции используются труд {\displaystyle L} и капитал {\displaystyle K}, она обладает постоянной отдачей от масштаба: {\displaystyle Y(aK,aLE)=aY(K,LE)}.
3. предельная производительность факторов положительная и убывающая: {\displaystyle {\frac {\partial Y}{\partial K}}>0,{\frac {\partial ^{2}Y}{\partial K^{2}}}<0,{\frac {\partial Y}{\partial L}}>0,{\frac {\partial ^{2}Y}{\partial L^{2}}}<0}.
4. производственная функция удовлетворяет условиям Инады, а именно, если запас одного из факторов бесконечно мал, то его предельная производительность бесконечно велика, если же запас одного из факторов бесконечно велик, то его предельная производительность бесконечно мала: {\displaystyle \lim _{K\to 0}{\frac {\partial Y}{\partial K}}=\lim _{L\to 0}{\frac {\partial Y}{\partial L}}=+\infty ,\lim _{K\to +\infty }{\frac {\partial Y}{\partial K}}=\lim _{L\to +\infty }{\frac {\partial Y}{\partial L}}=0}.
5. для производства необходим каждый фактор: {\displaystyle Y(K,0)=Y(0,LE)=0}.

Население {\displaystyle L_{t}} растёт с постоянным темпом {\displaystyle n}: {\displaystyle L_{t}=(1+n)L_{t-1},n=const}. В каждом периоде {\displaystyle t} живёт {\displaystyle L_{t}} молодых и {\displaystyle L_{t-1}} пожилых индивидов. Совокупное потребление {\displaystyle C} равно:
{\displaystyle C_{t}=c_{1t}L_{t}+c_{2t}L_{t-1}},
где {\displaystyle c_{1t}L_{t}} — потребление работающего поколения, {\displaystyle c_{2t}L_{t-1}} — потребление вышедшего на пенсию поколения.
Молодой индивид предлагает одну единицу труда (предложение труда неэластично) и получает натуральную заработную плату (неким количеством единственного товара, деньги отсутствуют). Каждый индивид выбирает и разделяет полученное между потреблением в молодости или сбережением и потреблением в старости, максимизируя межвременную полезность своих трат, которая описывается следующей функцией:
{\displaystyle U_{t}={\frac {c_{1t}^{1-\theta }-1}{1-\theta }}+{\frac {1}{1+\rho }}\times {\frac {c_{2t+1}^{1-\theta }-1}{1-\theta }}},
где {\displaystyle {\frac {1}{\theta }}} — эластичность замещения по времени, {\displaystyle \theta >0}, {\displaystyle \theta =const}, {\displaystyle {\rho }} — коэффициент межвременного предпочтения потребителя, {\displaystyle \rho >-1}, {\displaystyle \rho =const}.
Функция удовлетворяет условиям {\displaystyle u'(c)>0,u''(c)<0} и условиям Инады (при потреблении, стремящемся к нулю, предельная полезность стремится к бесконечности; при потреблении, стремящемся к бесконечности, предельная полезность стремится к нулю): {\displaystyle \lim _{c\to 0}u'(c)=+\infty ;\lim _{c\to \infty }u'(c)=0}.
Вначале весь капитал {\displaystyle K_{0}} находится у пожилых, они его полностью тратят в течение первого периода. Сбережения равны инвестициям, которые делает молодое поколение. Инвестиции в свою очередь равны капиталу в следующем периоде:
{\displaystyle S_{t}=s_{t}L_{t}=I_{t}=K_{t+1}},
где {\displaystyle s_{t}} — сбережения в расчёте на одного работника.
Для поиска решения модели используются удельные показатели: выпуск на единицу эффективного труда {\displaystyle y={\frac {Y}{LE}}}, капитал на единицу эффективного труда {\displaystyle k={\frac {K}{LE}}}.

### Задача потребителя
Потребитель максимизирует межвременную полезность своих трат. Поскольку, согласно модели, индивид работает только в молодости (первом периоде), межвременное бюджетное ограничение потребителя соответствует формуле:
{\displaystyle c_{1t}+{\frac {c_{2t+1}}{1+r_{t+1}}}=w_{t}E_{t}}.
Таким образом, задача потребителя имеет следующий вид:
{\displaystyle U_{t}\rightarrow max}
при условии:
{\displaystyle w_{t}E_{t}-c_{1t}-{\frac {c_{2t+1}}{1+r_{t+1}}}=0},
где {\displaystyle w_{t}} — реальная заработная плата в периоде {\displaystyle t}.
Для решения этой задачи составляется функция Лагранжа и находится её максимум.
{\displaystyle L={\frac {c_{1t}^{1-\theta }-1}{1-\theta }}+{\frac {c_{2t}^{1-\theta }-1}{(1-\theta )(1+\rho )}}+\lambda {\biggl (}w_{t}E_{t}-c_{1t}-{\frac {c_{2t+1}}{r_{t+1}}}{\biggr )}}.
Условия максимума:
{\displaystyle {\begin{cases}{\frac {\partial L}{\partial c_{1t}}}=c_{1t}^{-\theta }-\lambda =0,\\{\frac {\partial L}{\partial c_{2t+1}}}={\frac {c_{2t+1}^{-\theta }}{1+\rho }}-{\frac {\lambda }{1+r_{t+1}}}=0,\\{\frac {\partial L}{\partial \lambda }}=w_{t}E_{t}-c_{1t}-{\frac {c_{2t+1}}{1+r_{t+1}}}=0.\end{cases}}}
Результатом решения этой системы уравнений является норма сбережений {\displaystyle {\bar {s}}_{t}} для периода {\displaystyle t}:
{\displaystyle {\bar {s}}_{t}={\frac {{(1+r_{t+1})}^{\frac {1-\theta }{\theta }}}{(1+\rho )^{\frac {1}{\theta }}+{(1+r_{t+1})}^{\frac {1-\theta }{\theta }}}}}.

### Задача фирмы
Фирма максимизирует свою прибыль {\displaystyle \pi }. Выпуск фирмы описывается неоклассической производственной функцией:
{\displaystyle y_{t}=f({\hat {k}}_{t})}, где {\displaystyle {\hat {k}}_{t}={\frac {K_{t}}{L_{t}E_{t}}}}.
Задача фирмы выглядит следующим образом:
{\displaystyle \pi =F(K_{t},L_{t})-r_{t}K_{t}-w_{t}L_{t}\rightarrow \max }
В условиях совершенной конкуренции решение задачи фирмы приводит к тому, что плата за труд (заработная плата) {\displaystyle w} и плата за капитал {\displaystyle r} (процентная ставка) равны соответствующим предельным производительностям:
{\displaystyle {\frac {\partial Y_{t}}{\partial L}}=w_{t}=f({\hat {k}}_{t})-{\hat {k}}_{t}f'({\hat {k}}_{t})},
{\displaystyle {\frac {\partial Y_{t}}{\partial K}}=r_{t}+\delta =f'({\hat {k}}_{t})}.

### Общее экономическое равновесие

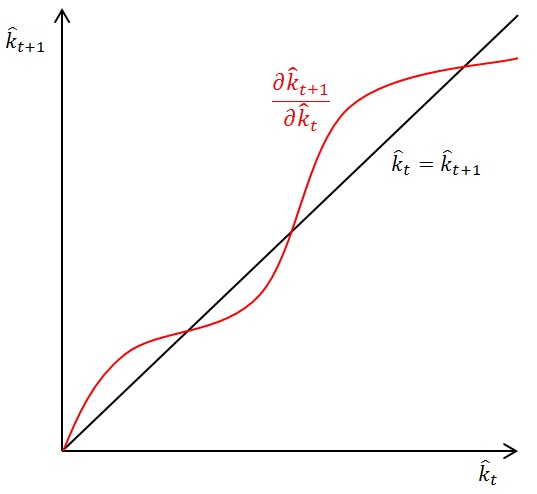
Модель пересекающихся поколений, фазовая плоскость, вариант 1

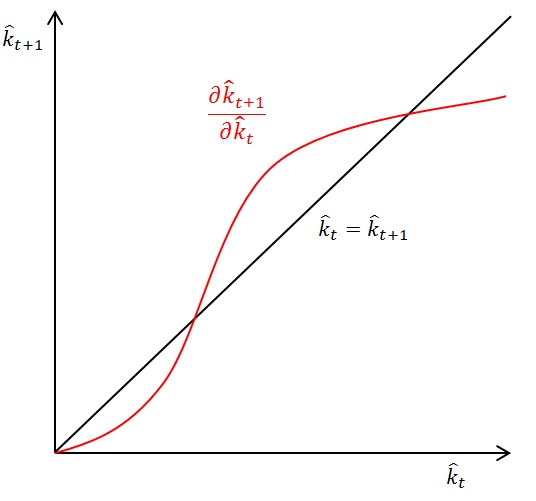
Модель пересекающихся поколений, фазовая плоскость, вариант 2

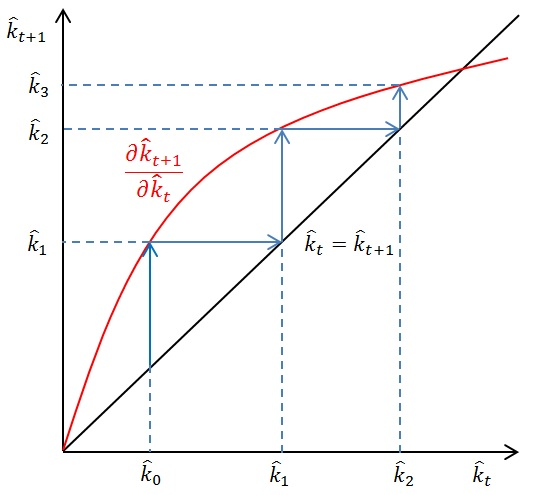
Модель пересекающихся поколений, фазовая плоскость, производственная функция Кобба — Дугласа, логарифмическая функция полезности: достижение равновесия

По предпосылкам модели:{\displaystyle K_{t+1}=s_{t}L_{t}}. Откуда с учётом решения задач потребителя и фирмы, получаем:
{\displaystyle {\hat {k}}_{t+1}={\frac {1}{(1+n)(1+g)}}\times {\frac {(1+f'({\hat {k}}_{t+1})-\delta )^{\frac {1-\theta }{\theta }}}{(1+\rho )^{\frac {1}{\theta }}+(1+f'({\hat {k}}_{t+1})-\delta )^{\frac {1-\theta }{\theta }}}}\times (f({\hat {k}}_{t})-{\hat {k}}_{t}f'({\hat {k}}_{t}))}.
Поскольку {\displaystyle {\hat {k}}_{t+1}} входит как в правую, так и в левую части уравнения, найти явные решения этого уравнения можно только введя дополнительные предпосылки. При условии, что потребление в первом периоде и потребление во втором периоде являются совершенными заменителями, то равновесие существует. Если при этом сбережения монотонно возрастают по процентной ставке ({\displaystyle s_{t}'(r_{t})>0}), то это равновесие является единственным.
Если обозначить {\displaystyle s(r_{t+1},w_{t})={\frac {s_{t}}{E_{t}}}}, где {\displaystyle s(r_{t+1},w_{t})} — сбережения в расчёте на единицу труда с постоянной эффективностью в периоде {\displaystyle t}, то уравнение примет вид:
{\displaystyle (1+n)(1+g){\hat {k}}_{t+1}=s{\bigl (}[f'({\hat {k}}_{t+1})-\delta ],[f({\hat {k}}_{1})-{\hat {k}}_{t}f'({\hat {k}}_{t})]{\bigr )}}.
Откуда можно выразить динамику капиталовооружённости:
{\displaystyle {\frac {\partial {\hat {k}}_{t+1}}{\partial {\hat {k}}_{t}}}={\frac {-s'_{w}{\hat {k}}_{t}f''({\hat {k}}_{t})}{(1+n)(1+g)-s'_{r}f''({\hat {k}}_{t+1})}}}.
В результате может получиться два варианта фазовой плоскости (см. иллюстрации). В первом варианте кривая {\displaystyle {\frac {\partial {\hat {k}}_{t+1}}{\partial {\hat {k}}_{t}}}} выходит из начала координат под углом более чем 45° (выше линии {\displaystyle {\hat {k}}_{t}={\hat {k}}_{t+1}}), и в модели будет нечётное число равновесных состояний (пересечения {\displaystyle {\frac {\partial {\hat {k}}_{t+1}}{\partial {\hat {k}}_{t}}}} и {\displaystyle {\hat {k}}_{t+1}={\hat {k}}_{t}}), из которых пересечения, по порядку идущие нечётными от начала координат (первое, третье, пятое и т. д.), будут устойчивыми равновесиями, а идущие чётными (второе, четвёртое и т. д.) — неустойчивыми. Во втором варианте кривая {\displaystyle {\frac {\partial {\hat {k}}_{t+1}}{\partial {\hat {k}}_{t}}}} выходит из начала координат под углом менее чем 45° (ниже линии {\displaystyle {\hat {k}}_{t}={\hat {k}}_{t+1}}), и в модели будет чётное число равновесных состояний, из которых пересечения, идущие чётными от начала координат (второе, четвёртое и т. д.), будут устойчивыми равновесиями, а идущие нечётными (первое, третье и т. д.) — неустойчивыми.

#### Равновесие для производственной функции Кобба-Дугласа и логарифмической функции полезности
Наглядно достижение равновесия можно продемонстрировать в случае логарифмической функции полезности и производственной функции Кобба-Дугласа. В этом случае {\displaystyle \theta =0}, а полезность трат для индивида описывается функцией:
{\displaystyle U=\ln(c_{1t})+{\frac {\ln(c_{2t+1})}{1+\rho }}}.
Выпуск {\displaystyle Y} описывается следующей функцией:
{\displaystyle Y=K^{\alpha }(LE)^{1-\alpha }}.
Тогда, норма сбережений равна: {\displaystyle {\bar {s}}_{t}={\bar {s}}={\frac {1}{2+\rho }}}, а устойчивый уровень капиталовооружённости (в данном случае существует только одно равновесное состояние) равен: {\displaystyle {\hat {k}}^{*}={\biggl (}{\frac {1-\alpha }{(1+n)(1+g)(2+\rho )}}{\biggr )}^{\frac {1}{1-\alpha }}}.
Процесс достижения равновесия на фазовой плоскости для рассматриваемого случая показан на иллюстрации.
Устойчивый уровень выпуска на единицу труда с постоянной эффективностью {\displaystyle {\hat {y}}^{*}} в этом случае составляет:
{\displaystyle {\hat {y}}^{*}={\hat {k}}^{*\alpha }={\biggl (}{\frac {1-\alpha }{(1+n)(1+g)(2+\rho )}}{\biggr )}^{\frac {\alpha }{1-\alpha }}}.
Как и в моделях Солоу и Рамсея — Касса — Купманса, потребление максимально в том случае, если {\displaystyle f'({\hat {k}}^{*})=n+g+\delta }. Таким образом, в модели возможна динамическая неэффективность (избыточное накопление капитала), в том случае, если:
{\displaystyle {\frac {\alpha (1+n)(1+g)(2+\rho )}{1-\alpha }}<n+g+\delta }.

### Конвергенция
Модель предполагает наличие условной конвергенции, то есть, что страны с малым уровнем капиталовооружённости будут расти более высокими темпами, чем страны с большим уровнем капиталовооружённости, при условии, что устойчивое состояние у них одинаково. Частный случай с производственной функцией Кобба — Дугласа и логарифмической полезностью позволяет оценить, насколько быстро она происходит. Скорость приближения к устойчивому состоянию можно оценить при помощи линейной аппроксимации {\displaystyle {\hat {k}}_{t+1}} в зависимости от {\displaystyle {\hat {k}}_{t}} посредством разложения в ряд Тейлора:
{\displaystyle {\hat {k}}_{t+1}\approx {\hat {k}}^{*}+{\frac {\partial {\hat {k}}_{t+1}}{\partial {\hat {k}}_{t}}}\vert _{{\hat {k}}_{t}={\hat {k}}^{*}}({\hat {k}}_{t}-{\hat {k}}^{*})}.
Если обозначить производную в точке равновесия {\displaystyle \lambda ={\frac {\partial {\hat {k}}_{t+1}}{\partial {\hat {k}}_{t}}}\vert _{{\hat {k}}_{t}={\hat {k}}^{*}}}, то путем рекуррентных постановок получается следующее уравнение приближения к равновесному состоянию:
{\displaystyle {\hat {k}}_{t+1}-{\hat {k}}^{*}=\lambda ^{t}({\hat {k}}_{0}-{\hat {k}}^{*})}.
Для рассматриваемого случая, {\displaystyle \lambda =\alpha }, потому:
{\displaystyle {\hat {k}}_{t+1}-{\hat {k}}^{*}=\lambda ^{t}({\hat {k}}_{0}-{\hat {k}}^{*})=\alpha ^{t}({\hat {k}}_{0}-{\hat {k}}^{*})}.
Таким образом, в рассматриваемом случае скорость конвергенции напрямую зависит от {\displaystyle \alpha } — доли дохода на капитал в общем доходе. Чем меньше доля дохода на капитал, тем быстрее происходит движение к равновесному состоянию, и тем быстрее бедные страны догоняют богатые.

### Фискальная политика в модели

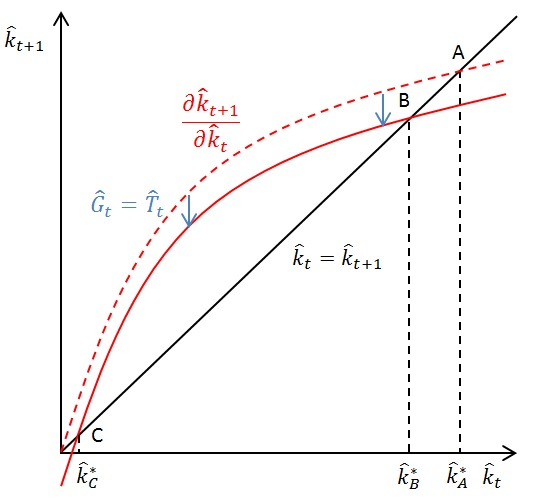
Модель пересекающихся поколений, фазовая плоскость, фискальная политика

Модель позволяет оценить влияние фискальной политики на равновесие. В рамках модели, увеличение налогов и государственных расходов приводит к равновесию с меньшим уровнем капиталовооружённости, выпуска и потребления. Влияние бюджетно-налоговой политики показано на диаграмме. Кривая  {\displaystyle {\frac {\partial {\hat {k}}_{t+1}}{\partial {\hat {k}}_{t}}}}  сдвигается вниз на величину {\displaystyle {\hat {G}}_{t}={\hat {T}}_{t}} — налогов (государственных расходов) на единицу эффективного труда, величина налогов предполагается равной величине государственных расходов, которые не влияют на полезность индивидов и будущий выпуск. Равновесие сдвигается из точки {\displaystyle A} (устойчивое равновесие) в точку {\displaystyle B} (устойчивое равновесие), и устанавливается на более низком уровне капиталовооружённости {\displaystyle {\hat {k}}^{*}:{\hat {k}}_{B}^{*}<{\hat {k}}_{A}^{*}} и потребления. Появившаяся третья равновесная точка {\displaystyle C} является неустойчивым равновесием. Равенство Рикардо — Барро не выполняется. Таким образом, в модели государственные расходы вытесняют как потребление, так и инвестиции.

## Преимущества, недостатки и дальнейшее развитие модели
Одним из существенных недостатков модели является полное отрицание альтруистических связей между поколениями. Чтобы преодолеть этот недостаток, Джеймс Андреони, а также Роберт Барро и Хавьер Сала-и-Мартин предложили ввести в функцию полезности трат каждого индивида полезность трат его детей с некоторым коэффициентом. В этом случае модель превращается в дискретный аналог модели Рамсея — Касса — Купманса для случая когда {\displaystyle \rho =0}. Динамическая неэффективность становится невозможной, а последствия бюджетно-налоговой политики отвечают равенству Рикардо — Барро. Однако в этом случае модель приобретает и недостатки модели Рамсея — Касса — Купманса: утрачивается возможность несовершенства рынка (динамической неэффективности), а значит, модель перестает объяснять причины, приводящие к неоптимальному по Парето равновесию в экономике.
Пол Самуэльсон использовал данную модель для исследования влияния распределительной пенсионной системы на общее экономическое равновесие. В работе показано, что, если в экономике установилось динамически неэффективное равновесие с избыточным накоплением капитала, то распределительная пенсионная система позволяет перейти к более оптимальному распределению ресурсов с более высоким потреблением. Если же используется накопительная пенсионная система, то экономическое равновесие остается прежним.
Модификация модели с непрерывным временем, в которой жизнь индивида не делится на периоды молодости и старости, однако индивид может умереть в любой момент с некоторой вероятностью, была разработана Менахемом Яари и Оливье Бланшаром. Из-за того, что в этой модификации вероятность смерти индивида не меняется с возрастом, она получила название «модель вечной молодости». В ней существует единственное равновесное значение капиталовооружённости, которое при этом устойчиво, и так же, как и в основном варианте, присутствует возможность избыточного накопления в точке равновесия.
В целом, модель пересекающихся поколений более реалистично описывает общее экономическое равновесие и процесс его достижения, чем модели Солоу или Рамсея — Касса — Купманса. Преимуществом модели является возможность динамической неэффективности, однако в модели она связана с избыточным накоплением капитала, которое не является типичной проблемой развивающихся стран, напротив, характеризующихся недостаточным накоплением капитала. К тому же, модель предполагает наличие условной конвергенции, что означает, что бедные страны должны расти быстрее богатых при условии схожести структурных параметров, но в реальности этого не происходит, как показали, например, исследования Р. Холла и Ч. Джонса, Дж. Де Лонга, П. Ромера. Также, как и в моделях Солоу и Рамсея — Касса — Купманса, научно-технический прогресс в модели пересекающихся поколений не является следствием принятия решений экономическими агентами, а задаётся экзогенно. Потому, при всех своих достоинствах, модель не даёт ответа на вопрос, почему одни страны богатые, а другие — бедные, и почему вторые не могут догнать первых.